# El tururururú (EP)
El Tururururú es el décimo EP de Los Pekenikes, enfrentado al éxito de Los Brincos le siguen con el tema con que abre el EP, que no deja de recordar a Flamenco, sin embargo la versión de "Tengo una muñeca" es salvaje, garage, igualmente fuerte en "¿Por qué no me haces caso?, al menos en los instrumentos. Solo resulta apacible la balada a lo Elvis Presley de "No te digo adiós". Las aportaciones Alfonso Sainz son parejas al anterior EP: compositor pero sin tocar el saxo.
Tras la grabación, y presa de la fiebre "Brincos", se irán del grupo Pepe Barranco y Pablo Argote para formar Los Flecos.
En 2011 se compila este y todos los demás discos EP en sendos CD, estando este título en el llamado Los EP's originales remasterizados Vol. 2 (1964-1966)

## Lista de canciones
| Cara 1 |                                                                                          |          |  |
| N.º    | Título                                                                                   | Duración |  |
| 1.     | «El Tururururú ("La Tía Vinagre")» (Tradicional, arreglos: J. Barranco-T. Luz-A. Sáinz)) | 2:47     |  |
| 2.     | «No Te Digo Adiós» (J. Barranco)                                                         | 3:02     |  |

| Cara 2 |                                                                           |          |  |
| N.º    | Título                                                                    | Duración |  |
| 1.     | «Tengo una Muñeca» (Tradicional, arreglos: J. Barranco-T. Luz-P. Argote)) | 2:30     |  |
| 2.     | «¿Porqué No Me Haces Caso?» ((I.M. Sequeros-A. Sáinz))                    | 2:39     |  |

## Miembros
- Alfonso Sainz - Saxo tenor, igual que el anterior EP ausente del sonido del EP.
- Lucas Sainz - Guitarra líder
- Ignacio Martín Sequeros - Bajo eléctrico
- Pablo Argote - Batería
- Tony Luz - Guitarra rítmica
- Pepe Barranco - Cantante. Guitarra

- Se escuchan coros en varias canciones, sin duda producidas por el grupo, sin determinar si todos o parte de ellos.